# Adedonha!

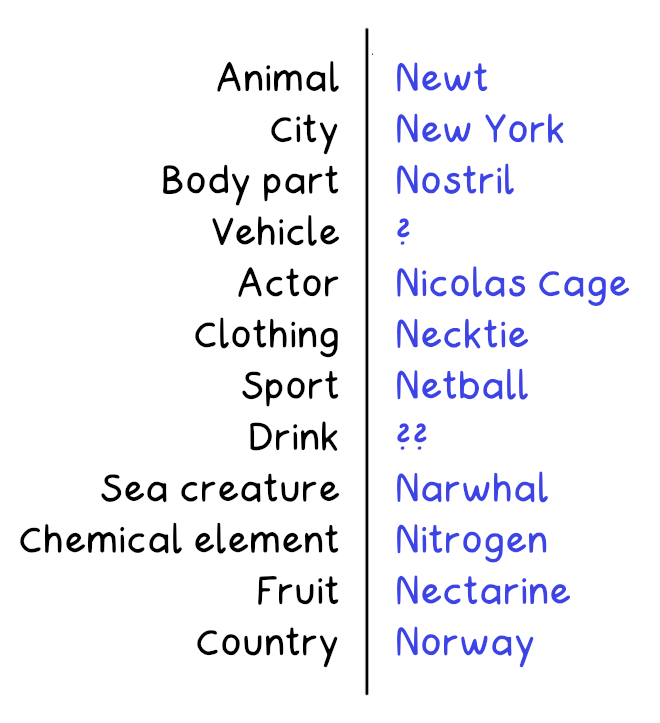
Exemplo de jogo de Categorias, para a letra N.

Adedanha!, Adedonha! ou Stop! é um jogo de conhecimentos gerais. Ele é muito comum entre as crianças e até mesmo entre adultos, que consiste em criar uma tabela com tópicos em uma folha de papel para cada jogador. Cada coluna da tabela recebe o nome de uma categoria de palavras como animais, automóveis, nomes pessoais, cores etc., e cada linha representa uma rodada do jogo. Por ser uma brincadeira muito comum entre jovens, é muito praticada em períodos de recreação em ambientes escolares, entre grupos de amigos, sendo um tempo limite fixo, podendo ser jogado em diversos idiomas.

## Funcionamento do jogo
Não há um número máximo de jogadores, mas são necessários pelo menos dois. Para começar, é feita uma tabela em um papel para cada jogador, e os temas são determinados. Cada coluna recebe o nome do tema em questão. A partir daí, sorteia-se uma letra entre os jogadores. A forma mais comum de sortear uma letra é usando os dedos dos jogadores, e então "contar" o alfabeto com os dedos que estiverem abertos. A letra em que a contagem terminar é a que será usada na rodada, mas se o número passar de Z, a contagem volta à letra A (K, W e Y são opcionais e são normalmente excluídas por não existirem palavras na língua portuguesa iniciadas por essas letras). Após a letra ser escolhida, os participantes devem começar a preencher todas as colunas da tabela, com uma palavra que comece com a letra sorteada em cada coluna, sendo que a palavra deve ser relacionada ao tema daquela coluna.
O primeiro que conseguir preencher todas as colunas imediatamente deve gritar: "ADEDONHA!" (ou "Stop!" dependendo do nome usado), e assim os outros participantes devem parar de preencher suas tabelas e começar a análise das respostas e a contagem de pontos. Os jogadores dizem suas respostas, um por um, em voz alta. Se mais de um jogador tiver escolhido a mesma palavra em uma mesma coluna, cada um leva metade da pontuação de um acerto (o mais comum é uma resposta válida não repetida valer 10 pontos). Os jogadores podem procurar respostas inusitadas para ganhar mais pontos, apesar de poder ser um risco, por fazer o jogador gastar mais tempo pensando em respostas. Ainda assim, escrever as primeiras palavras que surgem na cabeça para terminar o jogo mais depressa também é um risco, pois pode resultar em repetições, que podem fazer o participante em questão ganhar muito menos pontos.
Uma vantagem em tentar ser rápido para dizer "ADEDONHA!" primeiro é que com sorte, será rápido o suficiente para os outros jogadores chegarem longe de terminar suas tabelas, o que garante que os adversários ganhem poucos pontos. Um jogador só pode dizer "ADEDONHA!" caso tenha preenchido todas as colunas, com pouquíssimas exceções, como um limite de tempo para preencher a tabela. Pode-se estabelecer penalidades por "ADEDONHAS" falsas ou respostas inválidas, mas isso deve ser decidido pelos participantes. No final, os jogadores somam seus totais de pontos e após um número de rodadas, ganha o participante que obter mais pontos.
Os temas mais comuns são: Nome (Sem gênero específico), Objeto, Animal, Fruta, Cor, CEP (Uma sigla que significa "Cidade-Estado-País"), e Minha Sogra é (Onde se escreve um adjetivo), mas os participantes podem colocar outros temas mais miscelâneos.

## Relevância social
Frente ao processo de Ludificação da Aprendizagem, a “Adedonha!”, enquanto uma atividade de entretenimento que possibilita, por meio da disponibilidade de múltiplos temas, dos mais simples até os mais avançados - desde que haja um consenso entre seus participantes -, o engajamento dos jogadores em assuntos desde gerais até mais específicos, viabiliza a promoção de raciocínio rápido, à medida que testa os conhecimentos individuais dos envolvidos em um ambiente competitivo.